# 大阪市電谷町寝屋川線
大阪市電谷町寝屋川線（おおさかしでん たにまちねやがわせん）は、京阪東口 - 谷町三丁目間を結んでいた大阪市電の路線。

## 路線データ
- 起点：京阪東口
- 終点：谷町三丁目
- 軌間：1435mm
- 架線電圧：直流600V

## 沿革
- 1923年（大正12年）12月29日 - 京阪東口 - 谷町三丁目間開業。
- 1968年（昭和43年）12月18日 - 京阪東口 - 谷町三丁目間廃止。

## 駅一覧
| 駅名         | キロ程 | 接続路線                         |
| ------------ | ------ | -------------------------------- |
| 京阪東口駅   | 0.0    | 大阪市電：天満橋善源寺町線       |
| 大手前駅     |        |                                  |
| 馬場町駅     |        | 大阪市電：大手前上本町線・城南線 |
| 谷町三丁目駅 |        | 大阪市電：靱本町線・谷町線       |